# 须唇蛇属
须唇蛇属（学名：Fimbrios）为闪皮蛇科的一个属。

## 下属物种
本属包括以下物种：
- Fimbrios klossi Smith, 1921
- Fimbrios smithi Ziegler, David, Miralles, Van Kien & Quang Truong, 2008